# Sthenistis albofascia
Sthenistis albofascia är en fjärilsart som beskrevs av Edward Meyrick 1906. Sthenistis albofascia ingår i släktet Sthenistis och familjen Immidae. Inga underarter finns listade i Catalogue of Life.